# Myosoma spinosa
Myosoma spinosa är en bägardjursart som beskrevs av Robertson 1900. Myosoma spinosa ingår i släktet Myosoma och familjen Pedicellinidae. Inga underarter finns listade i Catalogue of Life.